# تيفونرا (إد بنيران)
تيفونرا هو دُوَّار يقع بجماعة تيغيرت، إقليم سيدي إفني، جهة كلميم واد نون في المملكة المغربية. ينتمي الدوّار لمشيخة إد بنيران التي تضم 34 دوار. يقدر عدد سكانه بـ 180 نسمة حسب الإحصاء الرسمي للسكان والسكنى لسنة 2004.

## روابط خارجية
- البوابة الوطنية للجماعات الترابية نسخة محفوظة 12 مارس 2018 على موقع واي باك مشين.
- المندوبية السامية للتخطيط